# Xavier Delamarre
Xavier Delamarre (França, 1954) és un lingüista, lexicògraf i diplomàtic francès. És considerat com una de les autoritats més importants del món sobre el gal.

## Biografia
En acabar els estudis a l'Institut d'Estudis Polítics de París, el 1977 es va incorporar al cos diplomàtic francès, exercint les seves funcions a Helsinki (1984-1986), Harare (1989-1992), Vilnius (1992-1997), Osaka (1997-1998), Ljubljana (1998-2000) i Helsinki (2004-2006). Posteriorment, del 2008 al 2014, va ser encarregat de la Missió per la Cooperació Internacional vinculada al Secretari General del Govern.
Després d'anys de recerca de lexicografia, s'especialitzà en els dominis indoeuropeu i cèltic. Investigador adscrit al laboratori AOROC del CNRS (2019) en els àmbits d'onomàstica cèltica antiga, llengua gala, lexicografia indoeuropea, contactes lingüístics, canvis i reinterpretacions entre els antics dialectes celtes i les llengües clàssiques. Té cura, amb Pierre Yves Lambert, de la reedició actualitzada de l'Altkeltischer Sprachschatz d'Alfred Holder de 1913, que implica la creació del "Thesaurus Paleo-Celticus". Coedita, amb Romain Garnier, la revista de gramàtica comparada Wékwos.

## Obres
- Le vocabulaire indo-européen, Lexique étymologique thématique, Librairie d'Amérique et d'Orient, Jean Maisonneuve, 1984.
- Dictionnaire de la langue gauloise, Éditions Errance (2001), (2003),[4] (2008, 3a Ed. revisada i augmentada).[5]
- Noms de personnes celtiques dans l'épigraphie classique. París: Editions Errance, 2007.[6]
- Noms de lieux celtiques de l'Europe ancienne (-500 / +500). Dictionnaire. Arles: Editions Errance, 2012.[7]
- Les noms des gaulois. Editions les Cents Chemins, 2017, 411 pp.
- Dictionnaire des thèmes nominaux du gaulois. Vol. 1 Ab-/Iχs(o)-. Paris: Les Cent Chemins, 2019, 398 pp.
- Une généalogie des mots. De l'indo-européen au français : Introduction à l'étymologie lointaine. Arles: Errance-Actes Sud, 2019, 231 pp.